# Diocese de Alto Molócuè
A Diocese de Alto Molócuè  (em latim: Diœcesis Molócuè Superioris) é uma circunscrição eclesiástica da Igreja Católica localizada em Alto Molócue, pertencente à província eclesiástica da Arquidiocese de Nampula em Moçambique. Seu atual bispo é Estêvão Ângelo Fernando. Sua Sé provisória é a Catedral de Nossa Senhora Rainha do Mundo.
A diocese abrange 5 municípios e possui 14 paróquias, servidas por 33 padres, abrangendo uma população de 1.199.649 habitantes, com 40,63% da dessa população jurisdicionada batizada (487.465 católicos), em 2025.

## Território
A diocese compreende os municípios de Mocubela, Pebane, Gilé, Mulevala e Alto Molócue.

## História
A diocese foi erigida em 23 de janeiro de 2025 pelo Papa Francisco, obtendo o território das dioceses de Gurué e Quelimane, sendo sufragânea da Arquidiocese de Nampula.

## Prelados
|        | Nome                    | Período | Notas  |
| Bispos | Bispos                  | Bispos  | Bispos |
| ------ | ----------------------- | ------- | ------ |
| 1.º    | Estêvão Ângelo Fernando | 2025 -  |        |